# Stilpon leleupi
Stilpon leleupi är en tvåvingeart som beskrevs av Smith 1969. Stilpon leleupi ingår i släktet Stilpon och familjen puckeldansflugor. Inga underarter finns listade i Catalogue of Life.